# ألان كانتويل
ألان كانتويل (بالإنجليزية: Alan Cantwell)‏ هو مقدم تلفزيوني ومذيع أخبار وصحفي أيرلندي، ولد في 1968 في Dún Laoghaire ‏ في جمهورية أيرلندا.

## وصلات خارجية
- ألان كانتويل على موقع IMDb (الإنجليزية)